# Porchester Hall

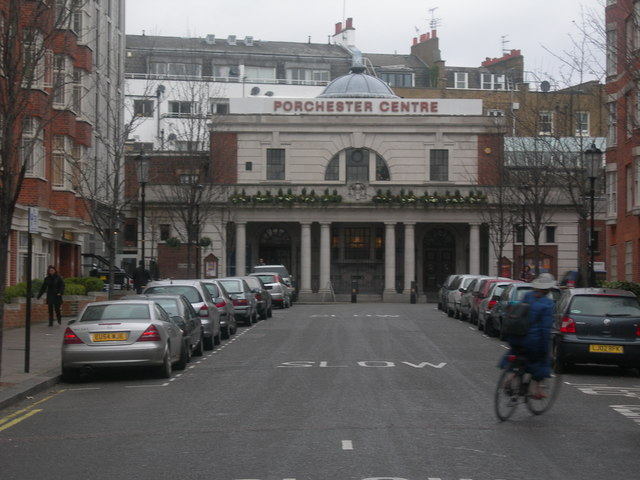
Porchester Hall

Porchester Centre, vaker aangeduid als Porchester Hall, is een concertzaal in Bayswater, City of Westminster (Londen).

## Geschiedenis
Porchester Centre is ontworpen door architect Herbert Shepherd en droeg oorspronkelijk de naam Porchester Hall. Porchester Centre werd gebouwd in de periode 1923–1925. Eind jaren twintig van de 20e eeuw (1927–1929) breidden Shepherd en collega H.A. Thomerson het gebouw uit met hamams uit Turkije.
In 1982 werd de beroemde Mr. Creosote-sketch uit de film Monty Python's The Meaning of Life van Monty Python opgenomen in Porchester Hall. In november 2015 trad Electric Light Orchestra op in Porchester Centre. Ook andere befaamde artiesten of bands zoals Ed Sheeran, The Feeling, Arcade Fire, Cat Stevens, Snow Patrol, Hawkwind, Above & Beyond, Texas, The Who, Pink Floyd, Van Morrison, Kylie Minogue, Amy Winehouse en Beverley Knight hebben opgetreden in Porchester Centre.
Porchester Centre wordt geëxploiteerd als een concertgebouw en als balzaal. Porchester Centre staat sinds 2019 op de lijst met Brits architecturaal erfgoed.